# 甘強酒造
甘強酒造株式会社（かんきょうしゅぞう）は、愛知県海部郡蟹江町城4丁目1に本社を置く醸造元。みりん、日本酒、焼酎の製造・販売を行っている。

## 歴史

### 蟹江の醸造業
蟹江は濃尾平野の南部に位置する町であり、江戸時代以前には熱田や桑名と並ぶ伊勢湾北部の湊町だった。周辺で生産されるもち米はみりんの醸造に適しており、また原料や商品の輸送に便利な港もあったことも産地化につながった。
1868年（明治元年）時点の蟹江には14軒の醸造業者があった。内訳は「清酒」が5軒、「味醂」が5軒、「清酒・味醂」が3軒、「清酒・焼酎」が1軒であり、山田平八（初代山田平左衛門）は「味醂」に区分されている。1897年（明治30年）の『日本全国商工人名録』によると蟹江では9人が醸造業を営んでおり、山田平左衛門は所得税8,950円（9人中3番目）、営業税31,239円（9人中5番目）を支払っていた。

### 創業から戦前の歴史

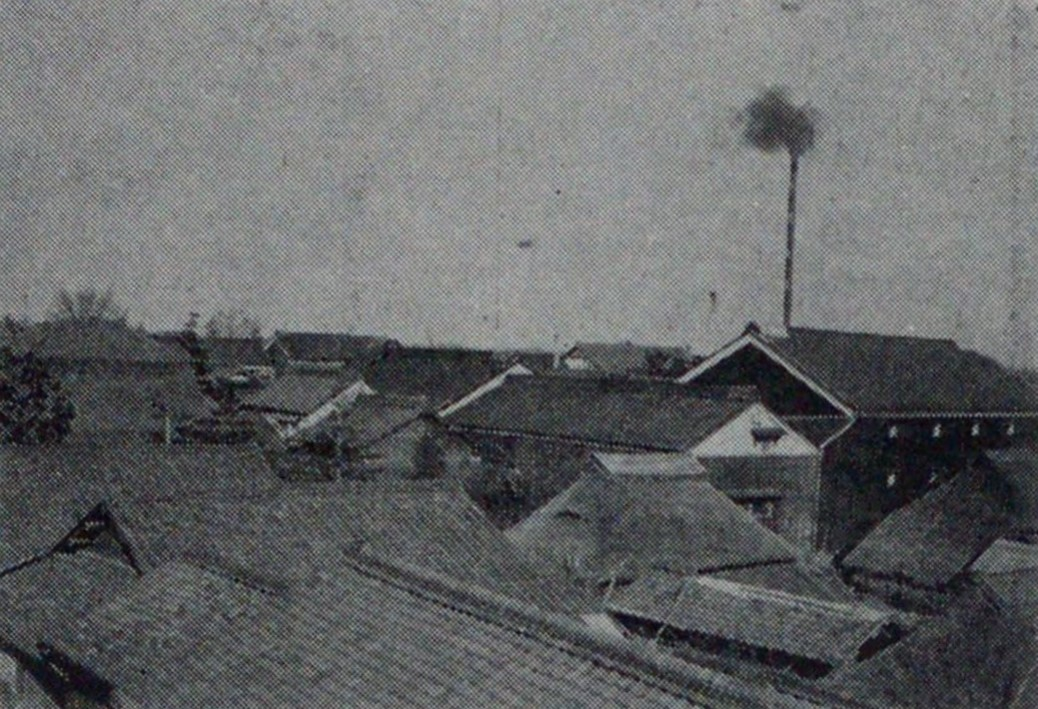
昭和初期の甘強酒造

文久2年（1862年）、山田平八（初代山田平左衛門）によってみりんを醸造する山田平左衛門商店として創業した。1891年（明治24年）10月28日に起こった濃尾地震では作業場などが半壊したが、その後現在の建物を順次建設していき、1905年（明治38年）頃には土蔵造の味醂蔵を新築した。当主の結婚を機に蟹江川から材木を運び、1923年（大正12年）には数年がかりで住宅主屋が竣工した。
1935年（昭和10年）10月には株式会社を設立して法人化し、山田平左衛門商店から甘強酒造に商号を改めた。1937年（昭和12年）には本社事務所が竣工したが、これは蟹江町初の鉄筋コンクリート造の建物だった。十五年戦争中には日本領だった朝鮮・満州にまで販路を拡大したが、太平洋戦争時にはみりんの生産が許可制となり、ぜいたく品である味醂は「製造技術を絶やさないため」の生産量しか認められなかったほか、節米運動で原料の米が不足したこともあって大きな影響を受けた。

### 戦後の歴史
1954年（昭和29年）に日本酒（清酒）の醸造販売を開始し、昭和40年代には売上の約半分が清酒であったという。1970年時点の従業員数は17人であり、生産額は約2億1000万円だった。
1993年（平成5年）の冷夏で平成の米騒動が起こったことを契機として、1995年（平成7年）には中国でのみりん製造も開始し、中国の日本料理店などに出荷されている。2000年（平成12年）には当主の山田幹夫の自宅から、甘強酒造の歴史に関する古文書数百点が見つかり、吉川英治が山田の祖父に宛てた自筆の手紙なども含まれていた。
2005年（平成17年）11月10日、旧本社事務所・工場・住宅主屋・住宅土蔵が登録有形文化財に登録された。2009年（平成21年）時点では、売上の2割を清酒が占めていた。2013年（平成25年）時点で、全国新酒鑑評会では金賞を11回受賞している。2021年（令和3年）にはISO 22000を取得し、2022年（令和4年）にはSBT認定を取得した。

## 特徴
東海地方ではCBCラジオ（1053kHz）や東海ラジオ（1332kHz）でCMが放送されている「カンキョーみりん」で知られる。日本国内における主な出荷先は料亭、蕎麦屋、うなぎ屋などの料理店などであり、主として高品質のみりんを出荷している。販路の80%以上が業務店である。近年には熟成させたみりんやそのまま飲めるみりんも発売している。

## 主な商品

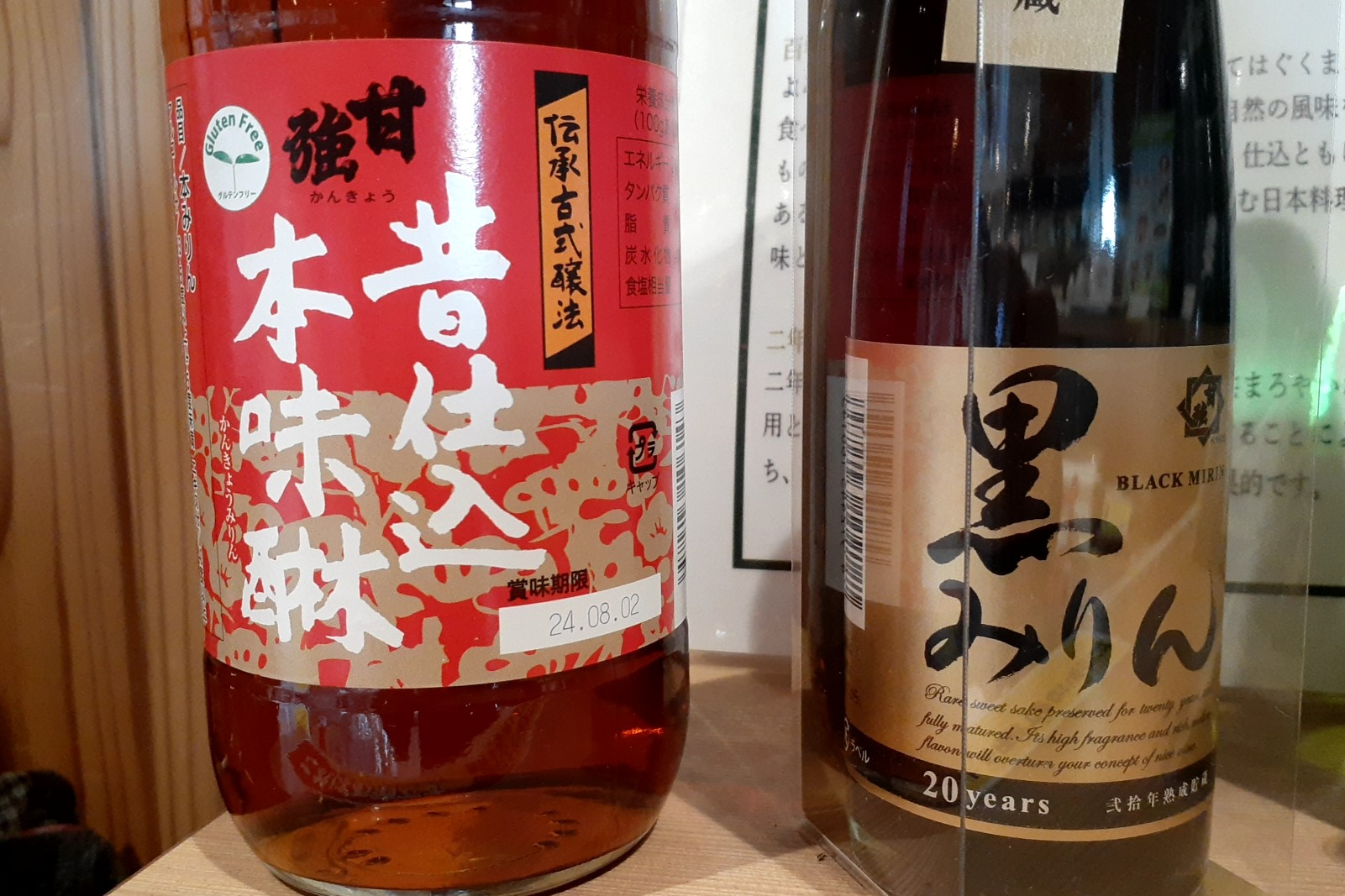
甘強本みりんと黒みりん

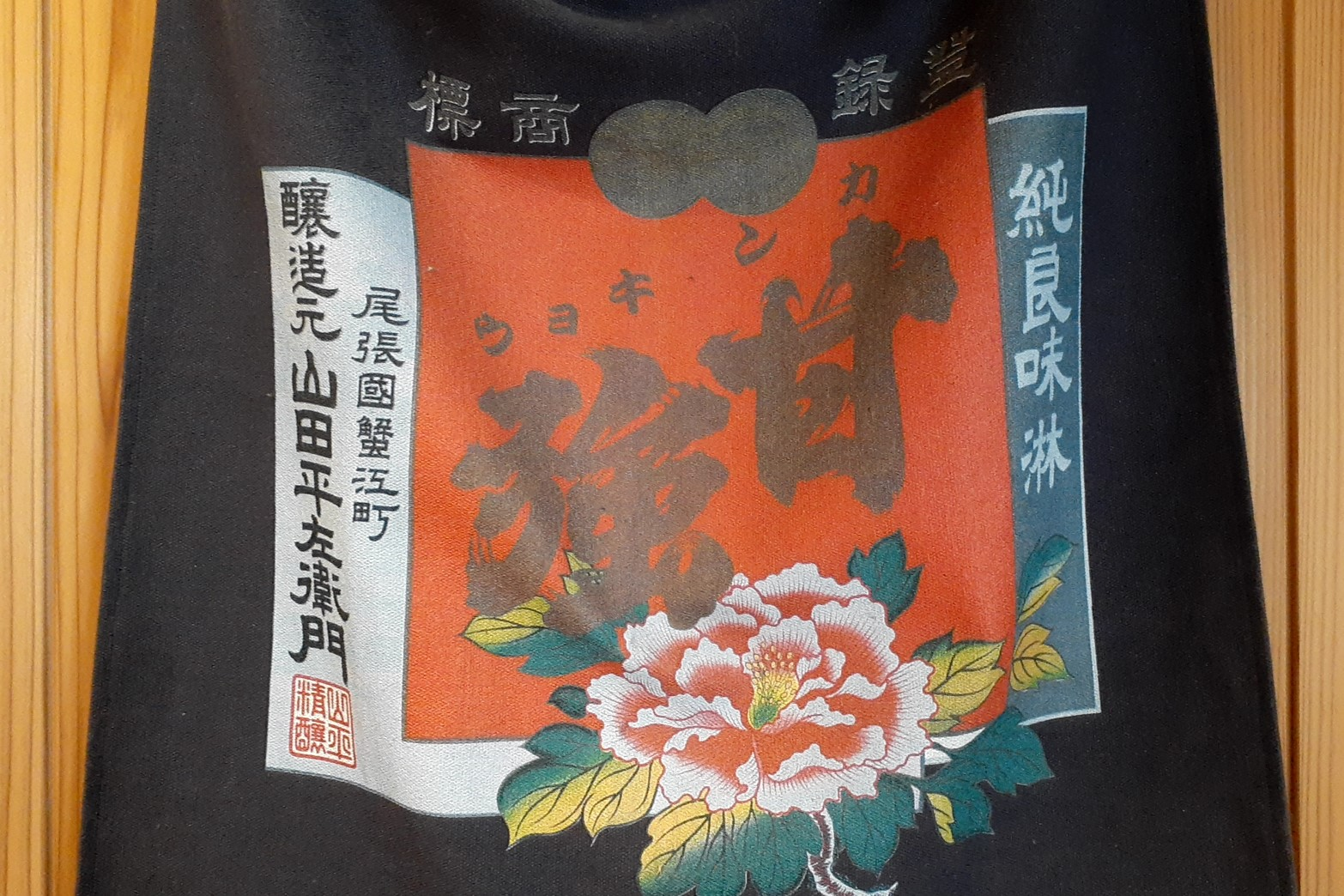
前掛け

### みりん
- 甘強本みりん - 基幹商品。
- 昔仕込本味醂
- 濃醇みりん
- 参年味醂
- 黒みりん - アイスクリームやケーキなどスイーツ向けに作られた熟成本みりん。

### 日本酒
- 四天王
  - 長春
  - いっこく
  - 名古屋正宗 - 愛知県産の米のみを使用した濃い口タイプの清酒。
  - 純米吟醸
  - 生貯蔵酒

### 焼酎・リキュール他
- 加寿登利焼酎
- 里香梅（梅酒）
- アロエと白ぶどうの酒 他

## 建築物

### 旧本社事務所
明治から昭和初期に建てられた同社の建物のうち、2005年（平成17年）11月10日には旧本社事務所・工場・住宅主屋・住宅土蔵が登録有形文化財に登録された。みりんなどの生産が家内工業的段階から近代化していった変遷を示す産業文化遺産として貴重であると評価された。
旧本社事務所は1937年（昭和12年）竣工であり、蟹江川の堤防敷きに建っている。蟹江町初の鉄筋コンクリート造建築物であり、愛知県西部に現存する数少ない近代建築である。蟹江川側から見ると2層、住宅側から見ると3層であり、地下は倉庫、1階は事務所、2階は会議室と和室となっている。住宅とは渡り廊下で接続している。外壁には黄土色のスクラッチタイルが用いられており、入口部分はテラコッタ系のタイルで装飾されている。

### その他の建物
- 甘強味淋工場 - 1877年（明治10年）頃竣工[4]。
- 甘強味淋住宅主屋 - 1923年（大正12年）竣工[4]。
- 甘強味淋住宅土蔵 - 1923年（大正12年）竣工[4]。

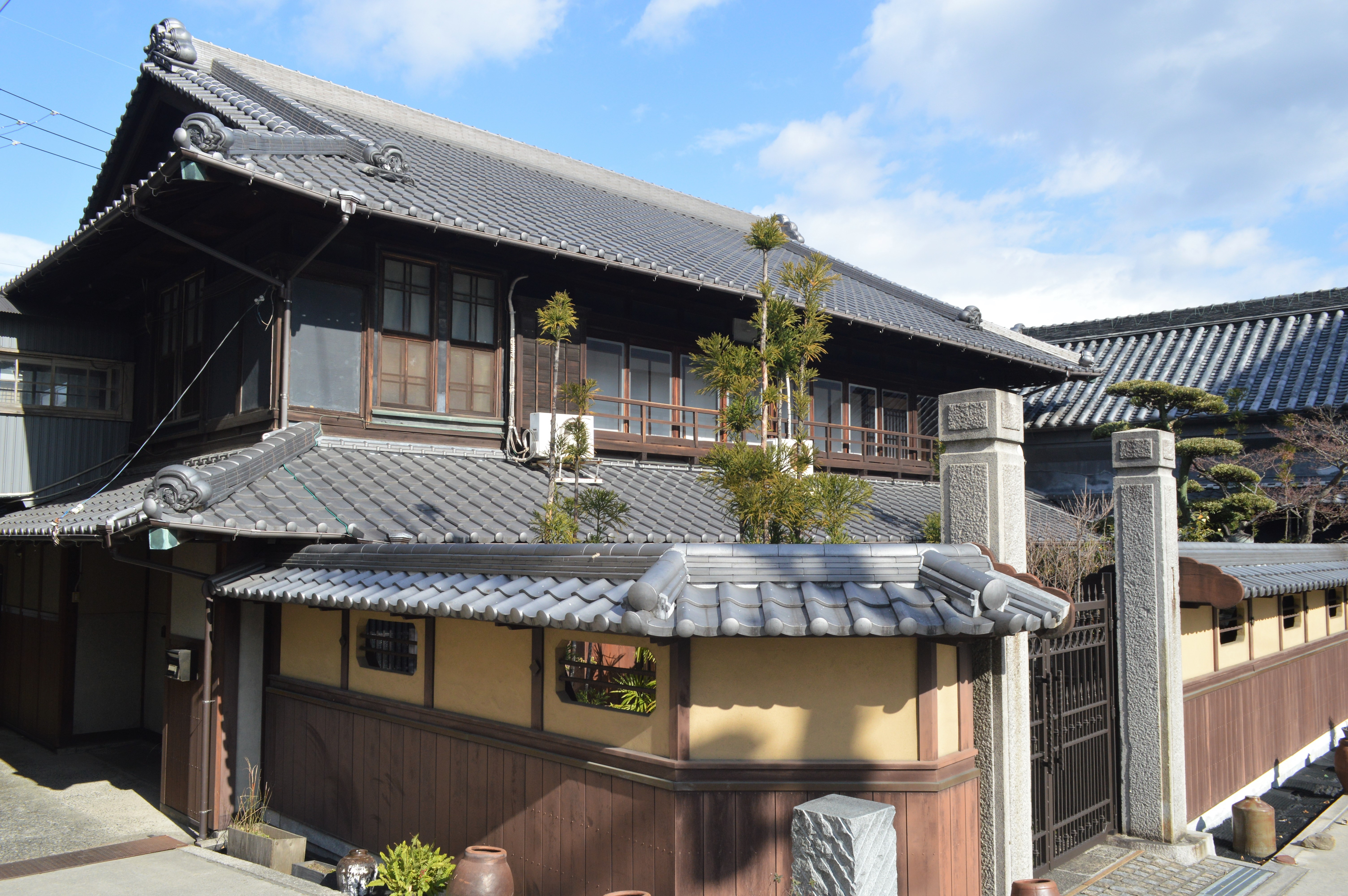
住宅主屋
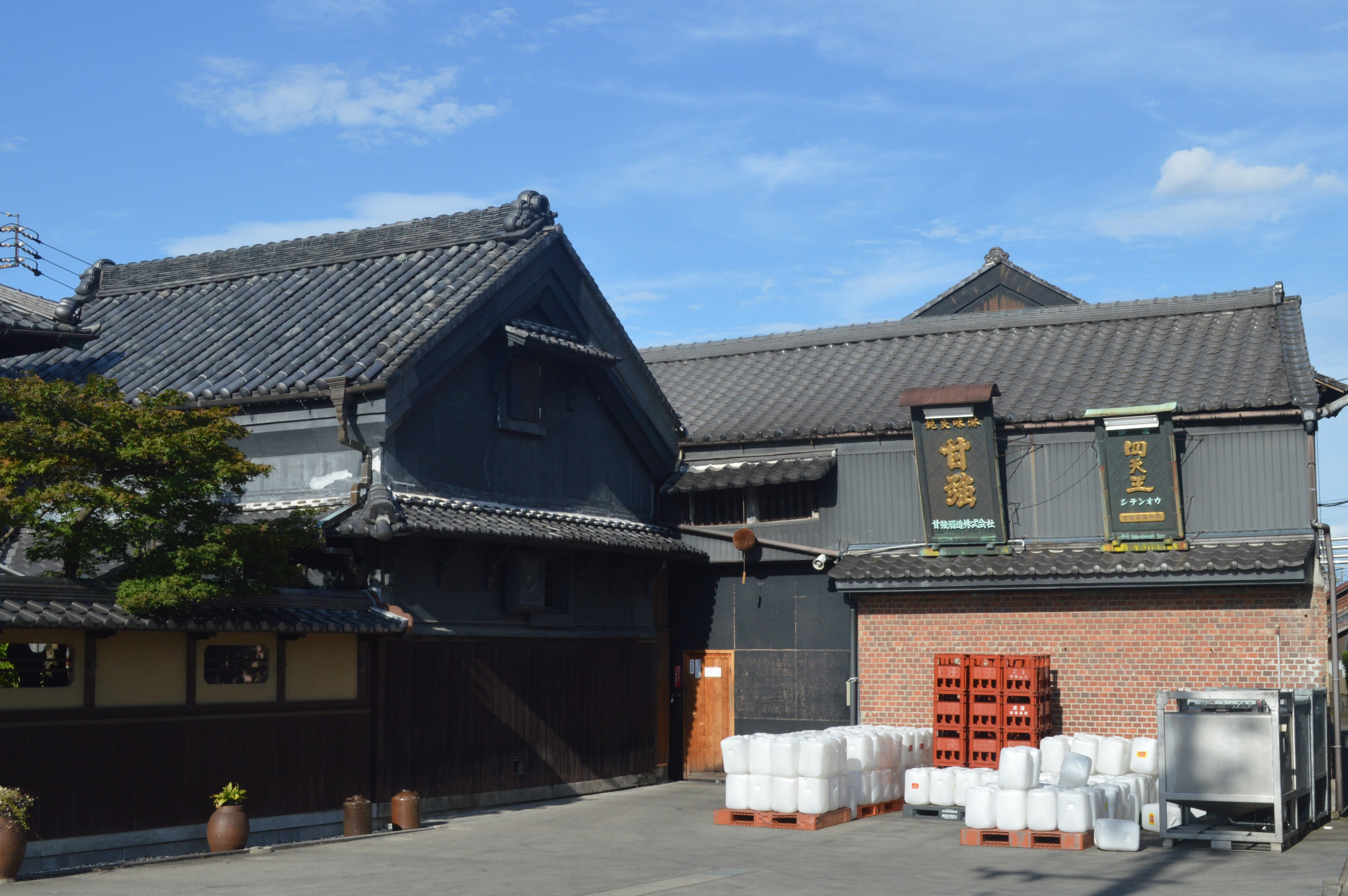
住宅土蔵（左）と工場（右）
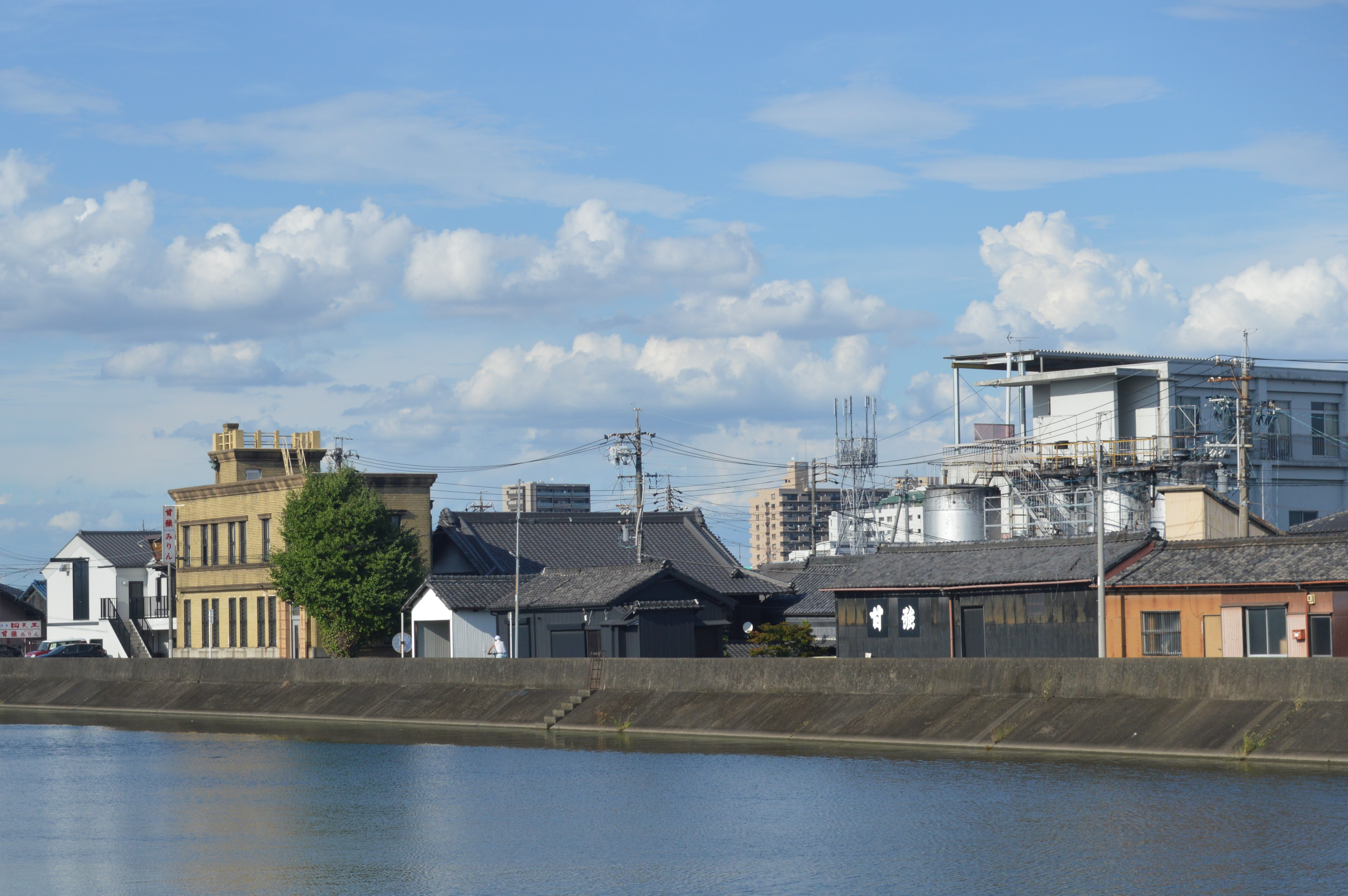
蟹江川沿いにある甘強酒造の建物

## 受賞歴
- 全国新酒鑑評会 金賞[11]
  - 2008、2007、2006、2005